# Осокин, Пётр Гаврилович
Пётр Гаврилович Осокин (1821—1898) — гласный Казанской городской думы, губернский предводитель Казанского дворянства (1860—1871).

## Биография
Родился 29 марта (10 апреля) 1821 года в Казани. Отец — Гаврила Иванович (1788—1868), мать — Прасковья Ермолаевна, урождённая Великопольская (1794—1842); дед — Иван Петрович Осокин.
Окончил артиллерийское училище и, дослужившись до чина гвардии поручика, вышел в 1844 году в отставку. Вернувшись в Казань, вместе с Б. Г. Глинкой-Мавриным организовал Казанское общество охотников. 
В Лаишевском уезде на реке Ушне у него была водяная мукомольная мельница с круподеркой; был владельцем сельца Люткино и деревни Комаровки — 462 души крестьян и 4340 десятин земли. С 1853 по 1858 год был лишевским уездным предводитель дворянства. Затем четыре трёхлетия, с 12 февраля 1860 года по 16 декабря 1871 года, был Казанским губернским предводителем дворянства; его сменил на этой должности брат Алексей Гаврилович Осокин.
Был гласным Городской думы Казани в 1871—1875, 1879—1883, 1883—1887 годах.
Был награждён орденами Св. Анны 3-й и 2 ст., Св. Владимира 4-й ст. Имел в Казани двухэтажный каменный (Большая Красная улица, № 41) и деревянный дома, суконную фабрику с казармами (Георгиевская улица) и другие торгово-промышленные заведения. 
Женился на Людмиле Владимировне Молоствовой (14.01.1837—05.06.1858). Их дочь — Людмила (30.05.1858—25.05.1917), замужем за бароном Буксгевденом.
Умер в 1898 году в чине действительного статского советника.